# Тенниел, Джон
Сэр Джон Те́нниел (англ. John Tenniel) — английский художник, карикатурист; первый иллюстратор книг Льюиса Кэрролла «Алиса в Стране чудес» и «Алиса в Зазеркалье», чьи иллюстрации считаются сегодня каноническими.

## Биография
Джон Тенниел родился 28 февраля 1820 года в Кенсингтоне, центральном районе Лондона. Он был младшим из трёх сыновей Джона Батиста Тенниела, выходца из рода французских гугенотов. Отец Тенниела был преподавателем фехтования и хотел, чтобы его сын выбрал военную карьеру. Однако Джон Тенниел с детства увлекся живописью и даже поступил в Королевскую Академию, но вскоре бросил её, так и не окончив.
В 1836 году его работа была впервые экспонирована на художественной выставке в галерее на Саффолк-стрит, после чего он в течение пяти лет регулярно выставлял свои произведения в Королевской Академии.
В 1840 году во время тренировки по фехтованию со своим отцом Тенниел потерял зрение на левом глазу. После этого несчастного случая он за редкими исключениями перестал заниматься живописью и полностью сосредоточился на графике.
Особый интерес у него вызывала книжная иллюстрация, и в 1842 году он дебютировал в качестве автора иллюстраций для первого издания «Книги английских баллад» Сэмюэла Холла.
В 1845 году Тенниел участвовал в конкурсе на роспись фресок в Палате лордов, представив монументальный эскиз композиции «Дух Правосудия», высота которого составляла 4.9 метра. Проект не был принят, но молодой художник получил поощрительную премию в 200 фунтов и заказ на фреску, изображавшую Св. Сесилию из произведения поэта-лауреата Джона Драйдена.
В декабре 1850 года стал постоянным карикатуристом журнала «Панч». Его карикатуры вызвали восхищение юного Уинстона Черчилля. Уже в зрелом возрасте в своей статье «Карикатуры и карикатуристы» он продолжал писать о восхищении работами Тенниела. 
В 1865 создал иллюстрации к «Алисе в Стране чудес», в 1872 — к «Алисе в Зазеркалье».
В 1893 году Джон Тенниел получил титул рыцаря благодаря благосклонному отношению премьер-министра Уильяма Гладстона.
В 1901 году ушёл из «Панча».
Сэр Джон Тенниел умер 25 февраля 1914 года в Лондоне.

## Иллюстрации к «Алисе»

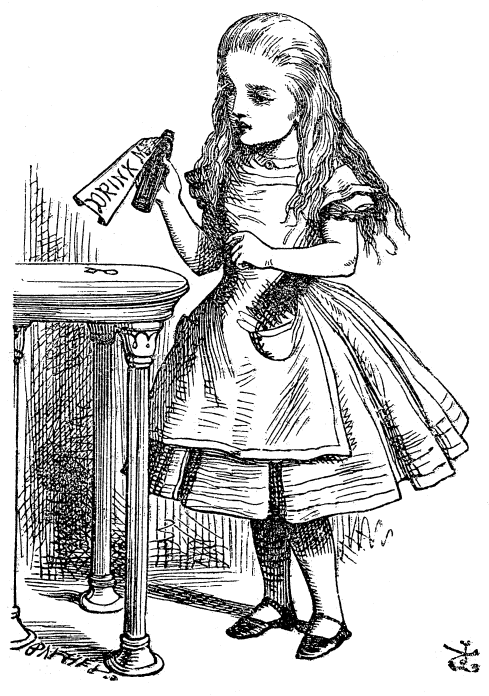
Алиса (рисунок Тенниела)

Тенниел познакомился с Льюисом Кэрроллом в 1864 году, когда книга «Алиса в Стране Чудес» была уже сдана в набор. Кэрролл хотел лично проиллюстрировать книгу, но техника его рисунка находилась на любительском уровне, поэтому издатель Александр Макмиллан порекомендовал ему обратиться к Джону Тенниелу. Ознакомившись с текстом, Тенниел согласился сделать к нему сорок две иллюстрации: Льюис Кэрролл настаивал именно на этом количестве. Условием Кэрролла было полное соответствие иллюстраций его авторскому видению, но Тенниел, поначалу согласившийся с этим требованием, вскоре изменил своё мнение и выступил в качестве полноправного автора концепции оформления книги.
Работа Тенниела в качестве карикатуриста ведущего британского сатирического журнала нашла своё отражение в стилизации некоторых персонажей под английских политиков XIX века. Льва и единорога, двух символов Британии, художник изобразил похожими на премьера-консерватора Дизраэли и Гладстона, лидера либералов. Человек в бумажном костюме, который едет в поезде вместе с Алисой, был срисован Тенниелом с собственной карикатуры на Бенджамина Дизраэли, опубликованной ранее в «Панче».
Увлечение Тенниела бальными танцами также повлияло на создание иллюстраций. Позы многих персонажей соответствуют классическим балетным позам.
Также, в иллюстрациях Тенниела присутствовали различные исторические аллюзии. Так, например, прообразом Герцогини стала Маргарита Маульташ, а характерный средневековый стиль написания батальных сцен был спародирован в иллюстрации «Вся королевская конница, вся королевская рать».
Эскизы своих иллюстраций Тенниел создавал на бумаге, но сами рисунки делал непосредственно на деревянных досках из самшита. Работу по гравировке досок издатель Александр Макмиллан поручил братьям Делзелам, которые в то время являлись лучшими граверами Лондона. Резкой форм занимался Эдвард Делзел. После окончания работы он посоветовал не портить уникальные клише, печатая иллюстрации непосредственно с деревянных форм, а использовать их гальванопластические слепки. С резных форм были сняты копии, с которых и был напечатан первый тираж книги.
Однако качество печати иллюстраций не устроило ни Тенниела, ни Кэрролла. И весь тираж первого издания «Алисы в Стране Чудес», за исключением сигнальных экземпляров, был уничтожен. С печатных форм были сняты новые слепки, и следующий тираж, датированный 1866 годом, стал первым изданием, поступившим в широкую продажу.
В 1870 году Тенниел приступил к работе над иллюстрациями к новой книге Кэрролла «Алиса в Зазеркалье». Эта работа также проходила в постоянных спорах с Кэрроллом. Так, например, изображение Белого Рыцаря, которого Кэрролл считал своим alter ego, в итоге стало стилизованным автопортретом самого Тенниела. А созданное художником изображение Бармаглота Кэрролл счёл слишком пугающим, но, после ряда консультаций со знакомыми, картинку было решено оставить без изменения, но убрать с фронтисписа книги.
Помимо создания визуальных образов персонажей, Тенниел занялся редактированием книги, порекомендовав Кэрроллу полностью убрать главу «Шмель в парике», что и было сделано.
Во всех последующих изданиях книг Кэрролла иллюстрации Тенниела перепечатывались с первого издания, где детальность изображения была снижена из-за использования гальванопластических слепков. В 1988 году издательство Macmillan выпустило ограниченный тираж гравюр, сделанный с оригинальных деревянных форм. Этот тираж, составивший 250 экземпляров, на сегодняшний день является первым и единственным авторским изданием иллюстраций Тенниела к дилогии Льюиса Кэрролла о приключениях Алисы.
Австралийский фотограф греческого происхождения Поликсени Папапетру сделала серию снимков «Страна чудес» по мотивам иллюстраций Тенниела к «Алисе в Стране чудес», роль Алисы в этих фотографиях исполняет дочь Папапетру Олимпия, а живописные фоны расписал её муж Роберт Нельсон.

## Гравюры Тенниела в России
Авторское издание иллюстраций Джона Тенниела к «Алисе в Стране Чудес» и «Алисе в Зазеркалье» было впервые экспонировано в России галереей InArtis в марте 2010 года. Выставка прошла в Москве в особняке Спиридонова.